# Алекси (филм)
„Алекси“ је хрватско - српски играни филм из 2018. године. Филм је режирала и написала Барбара Векарић, којој је ово први дугометражни филм. 

## Радња
Филм прати Алекси, проблематичну 28-годишњакиња која не успева да се запосли као фотограф након дипломирања, па се враћа кући на полуострво Пељешац. Она игнорише своје обавезе у породичној винарији, очекивања околине и родитеља и препушта се својим жељама. У покушају да одагна досаду упушта се у авантуре са три мушкараца: Кристијаном, америчким фотографом са којим дели иста интересовања, Гораном, локалним музичарем са којим има огромну хемију, али чије традиционалне погледе на свет не подноси и Тонијем, старијим, богатим и шармантним плејбојем.

## Улоге
| Главне улоге          | Главне улоге           |
| Глумац                | Улога                  |
| --------------------- | ---------------------- |
| Тихана Лазовић        | Алекси                 |
| Горан Марковић        | Горан                  |
| Леон Луцев            | Јадран                 |
| Себастијан Каваца     | Тони                   |
| Џејсон Ман            | Кристијан              |
| Остале улоге          |                        |
| Неда Арнерић          | Наташа, Алексина мајка |
| Ангела Блум           | Јана                   |
| Нађа Цветиновић       | Рајка                  |
| Антонио Франић        | неименована улога      |
| Светлана Гутић        | Леина мајка            |
| Твртко Хопек          | Лес                    |
| Наташа Јањић Меданчић | Леа                    |
| Лидија Бачић          | Лила                   |
| Романо Николић        | неименована улога      |
| Тена Патаки           | девојчица              |
| Марин Стевић          | дечак                  |
| Мануела Сворцан       | девојчица              |
| Аљоша Вучковић        | Алексин отац           |

## Снимање филма
Снимање филма започело је 25. априла 2017. године. Снимање је завршено 34 дана касније, односно 3. јуна 2017. године. Филм је сниман на полуострву Пељешац и представља први хрватски филм сниман на том полуострву.

## Приказивање филма
Филм је премијерно приказан 14. јула 2018. године на отварању 65. Пулског филмског фестивала. Регионалну премијеру имао је 25. фебруара 2019. године на 47-ом изадњу Међународног филмског фестивала ФЕСТ у Београду. Филм је затим приказан на више светских филмских фестивала, укључујући фестивал АРПА у Лос Анђелесу и женски филмски фестивал у Бејруту. Филм је освојио 15 награда и признања на различитим фестивалима и региону и свету.
Приказиван је у биоскопима и Хрватској и Србији.

## Значајне награде
- 2019 - Међународни филмски фестивал ФЕСТ у Београду, награда за најбољи редитељски деби у националној категорији[13]
- 2019 - Међународни филмски фестивал у Њу Џерзију, надрада за најбољи играни филм[14]
- 2019 - Међународни филмски фестивал у Tonneins Француској, награда за најбољи играни филм[15]
- 2019 - Међународни филмски фестивал у Индији, награда за најбољу главну глумицу[16]
- 2019 - Међународни филмски фестивал Changing Face у Аустралији, награда за набољи дугометражни филм, за најбољу фотографију и најбољу улогу[17]
- 2020 - Међународни филмски фестивал у Бодену, награда за најбољи међинародни филм[18]
- 2020 - Међународни филмски фестивал АРПА, награда за најбољи сценарио[19]
- 2020 - Филмски фестивал Соларис, награда за најбољег редитеља[20]